# Владимир Бован
Владимир Бован (Јасен, код Пљеваља, 1927 — Крагујевац, 2017) био је историчар књижевности и професор универзитета.

## Живот и рад
Одрастао је у Урошевцу, где је завршио основну и средњу школу. Југословенску књижевност је дипломирао на Филозофском факултету у Скопљу, а докторирао на народној књижевности на Филолошком факултету у Београду. Био је професор у средњој школи у Урошевцу, потом је своју наставничку каријеру (од асистента до редовног професора) наставио на Филозофском факултету у Приштини, одакле је отишао у пензију. Био је проректор Универзитета у Приштини.
Од 1966. године, када је почео стручно и научно да се ангажује на проучавању историје књижевности, објавио је 33 самосталне и 12 заједничких књига, као и преко две стотине научних и публицистичких текстова. Из области проучавања историје књижевности и културе на Косову и Метохији објавио је монографске студије о знаменитим Србима (Дени Дебељковићу, Петру Костићу, Зарији Поповићу, Сими Игуманову и Манојлу Ђорђевићу Призренцу), као и о руском конзулу Јастребову, који је у турско доба помагао Србима да опстану на својим огњиштима.
Најобимнији Бованов рад односи се на сакупљање, истраживање и проучавање народних умотворина и усмених трагова епске и лирске књижевности на косовско-метохијском простору.
Преминуо је 31. јануара 2017. године.

## Дела
- Народна књижевност Срба на Косову и Метохији, Јединство, Приштина,
- Народна књижевност, Јединство, Приштина,
- Рад Ивана Степановича Јастребова на сакупљању епских народних умотворина на Косову и Метохији, Једиснтво, Приштина,
- Српске народне песме Косова и Метохије, Једиснвто, Приштина,
- Народна књижевност Срба на Косову и Метохији (у 10 томова), Јединство, Приштина, 1980;
- Вук Караџић и његови следбеници на Косову и Метохији, Јединство, Приштина, 1987;
- Антологија српскохрватских епских народних песама, Јединство, Приштина, 1989;
- Лирске и епске песме Косова и Метохије, студентски записи српских народних умотворина (у три тома), Институт за културу Приштина са суиздавачима, Приштина, Београд, Лепосавић, 2000 – 2003;
- Српска свадба на Косову и Метохији, Панорама, Приштина – Београд, 2004;
- Сима А. Игуманов, живот и дело, НУБ „Иво Андрић“, Приштина - Београд, 2004;
- Призренска богословија, 2005;
- Српске народне умотворине с Косова и Метохије на страницама „Цароградског гласника“, Дом културе „Свети Сава“ Исток - Лепосавић, 2006;